# Бондурант (Вайоминг)
Бондурант (англ. Bondurant, Wyoming) — статистически обособленная местность, расположенная в округе Сублетт (штат Вайоминг, США) с населением в 155 человек по статистическим данным переписи 2000 года.

## Демография
По данным переписи населения 2000 года в Бондуранте проживало 155 человек, 45 семей, насчитывалось 75 домашних хозяйств и 128 жилых домов. Средняя плотность населения составляла около 0,8 человек на один квадратный километр. Расовый состав Бондуранта по данным переписи распределился следующим образом: 98,06 % белых, 1,94 % — других народностей. Испаноговорящие составили 4,52 % от всех жителей статистически обособленной местности.
Из 75 домашних хозяйств в 18,7 % — воспитывали детей в возрасте до 18 лет, 54,7 % представляли собой совместно проживающие супружеские пары, в семей женщины проживали без мужей, 38,7 % не имели семей. 32,0 % от общего числа семей на момент переписи жили самостоятельно, при этом 10,7 % составили одинокие пожилые люди в возрасте 65 лет и старше. Средний размер домашнего хозяйства составил 2,07 человек, а средний размер семьи — 2,54 человек.
Население Бондуранта по возрастному диапазону по данным переписи 2000 года распределилось следующим образом: 14,8 % — жители младше 18 лет, 7,7 % — между 18 и 24 годами, 28,4 % — от 25 до 44 лет, 31,6 % — от 45 до 64 лет и 17,4 % — в возрасте 65 лет и старше. Средний возраст жителей составил 44 года. На каждые 100 женщин в Бондуранте приходилось 121,4 мужчин, при этом на каждые сто женщин 18 лет и старше приходилось 112,9 мужчин также старше 18 лет.
Средний доход на одно домашнее хозяйство в Бондуранте составил 39 063 доллара США, а средний доход на одну семью — 41 250 долларов. При этом мужчины имели средний доход в 26 563 доллара США в год против 23 636 долларов среднегодового дохода у женщин. Доход на душу населения составил 19 432 доллара в год. 9,5 % от всего числа семей в округе и 19,2 % от всей численности населения находилось на момент переписи населения за чертой бедности, при этом из них были моложе 18 лет и 19,0 % — в возрасте 65 лет и старше.

## География
По данным Бюро переписи населения США статистически обособленная местность Бондурант имеет общую площадь в 204,61 квадратных километров, водных ресурсов в черте населённого пункта не имеется.
Местность Бондурант расположена на высоте 2015 метров над уровнем моря. Климат субарктический, умеренно холодный, полузасушливый (префикс «Df» по Классификации климатов Кёппена).
| Показатель                    | Янв.  | Фев.  | Март  | Апр. | Май  | Июнь | Июль | Авг. | Сен. | Окт. | Нояб. | Дек.  | Год   |
| ----------------------------- | ----- | ----- | ----- | ---- | ---- | ---- | ---- | ---- | ---- | ---- | ----- | ----- | ----- |
| Средний суточный максимум, °C | −5,6  | −2,2  | 2,8   | 7,8  | 15,6 | 20,6 | 25   | 25   | 19,4 | 12,2 | 2,2   | −5,6  | 10    |
| Средняя температура, °C       | −13,3 | −11,1 | −6,1  | 0,6  | 6,7  | 10,6 | 13,3 | 12,8 | 8,3  | 2,2  | −6,1  | −13,3 | 0,6   |
| Средний суточный минимум, °C  | −14,4 | −15,6 | −14,4 | −7,2 | −1,7 | 0    | 1,7  | 1,1  | −3,3 | −8,3 | −13,9 | −14,4 | 0,6   |
| Норма осадков, мм             | 61,2  | 49,3  | 42,2  | 30,5 | 42,4 | 39,6 | 36,1 | 34   | 34,3 | 34,3 | 52,6  | 55,9  | 512,3 |